# 野中哲照
野中 哲照（のなか てっしょう、1961年 - ）は、日本の国文学者、國學院大學教授。

## 略歴
福岡県豊前市出身。1984年、早稲田大学教育学部国語国文学科卒業。1992年、早稲田大学大学院文学研究科博士後期課程満期退学。同年、鹿児島短期大学専任講師、1995年、助教授。2000年、鹿児島国際大学国際文化学部教授。2010～14年、放送大学客員教授。2011～13年、西日本国語国文学会代表委員。2015年、國學院大學文学部日本文学科教授。
2013年「文学史的展開から見た前期軍記の研究」で早稲田大学博士（文学）。

## 受賞歴
窪田空穂賞、1991

## 著書

### 単著
- 『後三年記の成立』　汲古書院、2014 ISBN 978-4-7629-3615-9
- 『後三年記詳注』　汲古書院、2015 ISBN 978-4-7629-3616-6
- 『保元物語の成立』　汲古書院、2016 ISBN 978-4-7629-3630-2
- 『陸奥話記の成立』　汲古書院、2017 ISBN 978-4-7629-3634-0
- 『那須与一の謎を解く』　武蔵野書院 , 2022,5 ISBN 978-4-8386-0499-9
- 『平家物語　解剖図鑑』　エクスナレッジ,2024,4 ISBN 978-4-7678-3286-9

### 共著
- 『新編日本古典文学全集 53　曾我物語』梶原正昭、大津雄一共校注・訳　小学館、2002
- 『戦国軍記事典　群雄割拠篇』　和泉書院、1997
- 『戦国軍記事典　天下統一篇』　和泉書院、2012

## 番組制作
- 放送大学特別講義「伝承芸能の魅力～薩摩川内市の東郷文弥節人形浄瑠璃～」企画・制作・出演[2]　2014年～2019年度放送

- 放送大学特別講義「薩摩硫黄島の熊野三山と『平家物語』」企画・制作・出演[3]　2015～20年度放送

- NHKｰEテレ「古典☆推し！　平家物語」（25分番組）監修[4]　2024年3月27日初回放送（出演：パンサー、KEN THE390）

## 紹介記事
- 「あとがき15　もっとも短い「はしがき」： 野中哲照『後三年記の成立』（汲古書院、2014年）　あとがき愛読党ブログ
- 「那須与一　鏑矢の謎」　読売新聞（全国版）[5]　2022年5月11日（水）　13面

- 「謎多き坂東武者　那須与一の素顔に迫る」　國學院大學學報　2022年7月20日（水）　1,4,5面

- 「平家物語のヒーローは実在したか」　北海道新聞[6]　2022年7月24日（日）　8面

- 「郷土のヒーローに迫る　那須与一は実在したか」　下野新聞[7]　2022年9月25日（日）　22面

- 「「与一」基に探究活動を」　下野新聞　2022年12月4日（日）　22面

- 「那須与一の謎　大学教授講演」　読売新聞（栃木県版）　2022年12月6日（火）　24面

- 「とちぎ日曜歴史館　与一の存在否定的意見も」（コメント寄稿のみ）　2022年12月18日（日）　24面
- 「[読書]これぞ精読の面白さ！「扇の的」の魅力に気づく、野中哲照『那須与一の謎を解く』」　askoma.info
- 「弁護士会の読書　『那須与一の謎を解く』」　福岡県弁護士会
- 「本よみうり堂『平家物語　解剖図鑑』野中哲照著」　読売新聞　2024年6月28日　読売新聞オンライン
- 「平家物語解剖図鑑　野中哲照』　Amebaブログ「青子の本棚」[8]
- 「「平家物語 解剖図鑑」野中哲照（エクスナレッジ）」　Amebaブログ「乱読家ぽちんの独り言」[9]
- 「『平家物語解剖図鑑　平安武士の生き様がマルわかり』　野中哲照著」　西日本新聞me[10]
- 「「古典推し」を見ました」　Rakutenブログ「漫望のなんでもかんでも」[11]
- 「『平家物語』の主題は無常観ではない、という指摘･･･」　「榎戸誠の情熱的読書のすすめ」[12]